# جیمز کانوی
جیمز کانوی (انگلیسی: James T. Conway؛ زادهٔ ۲۶ دسامبر ۱۹۴۷) ژنرال بازنشسه سپاه تفنگداران دریایی ایالات متحده آمریکا است، که در فاصله سال‌های ۲۰۰۶ تا ۲۰۱۰ به‌عنوان سی و چهارمین فرمانده سپاه تفنگداران دریایی فعالیت می‌کرد.
کانوی فعالیت نظامی را از سال ۱۹۷۰ در سپاه تفنگداران دریایی آمریکا آغاز کرد، از ۱۹۹۷ تا ۱۹۹۹ رئیس دانشگاه سپاه تفنگداران دریایی بود، در فاصله سال‌های ۲۰۰۰ تا ۲۰۰۲ به‌عنوان فرمانده لشکر ۱ تفنگداران دریایی فعالیت می‌کرد و از ۲۰۰۲ تا ۲۰۰۴ فرماندهی نیروی اول تفنگداران دریایی اعزامی را برعهده داشت. وی در جنگ خلیج فارس و جنگ عراق حضور داشت و در سال ۲۰۱۰ پس از ۴۰ سال خدمت از نیروهای مسلح آمریکا بازنشسته شد.